# Fraccionamiento Corea
Fraccionamiento Corea är en ort i Mexiko.   Den ligger i kommunen Zacatecas och delstaten Zacatecas, i den centrala delen av landet, 500 km nordväst om huvudstaden Mexico City. Fraccionamiento Corea ligger 2 346 meter över havet och antalet invånare är 197.
Terrängen runt Fraccionamiento Corea är kuperad åt sydost, men åt nordväst är den platt. Terrängen runt Fraccionamiento Corea sluttar västerut. Runt Fraccionamiento Corea är det ganska tätbefolkat, med 160 invånare per kvadratkilometer. Närmaste större samhälle är Zacatecas, 5,0 km nordost om Fraccionamiento Corea. Trakten runt Fraccionamiento Corea består i huvudsak av gräsmarker.